# 葵翠邨

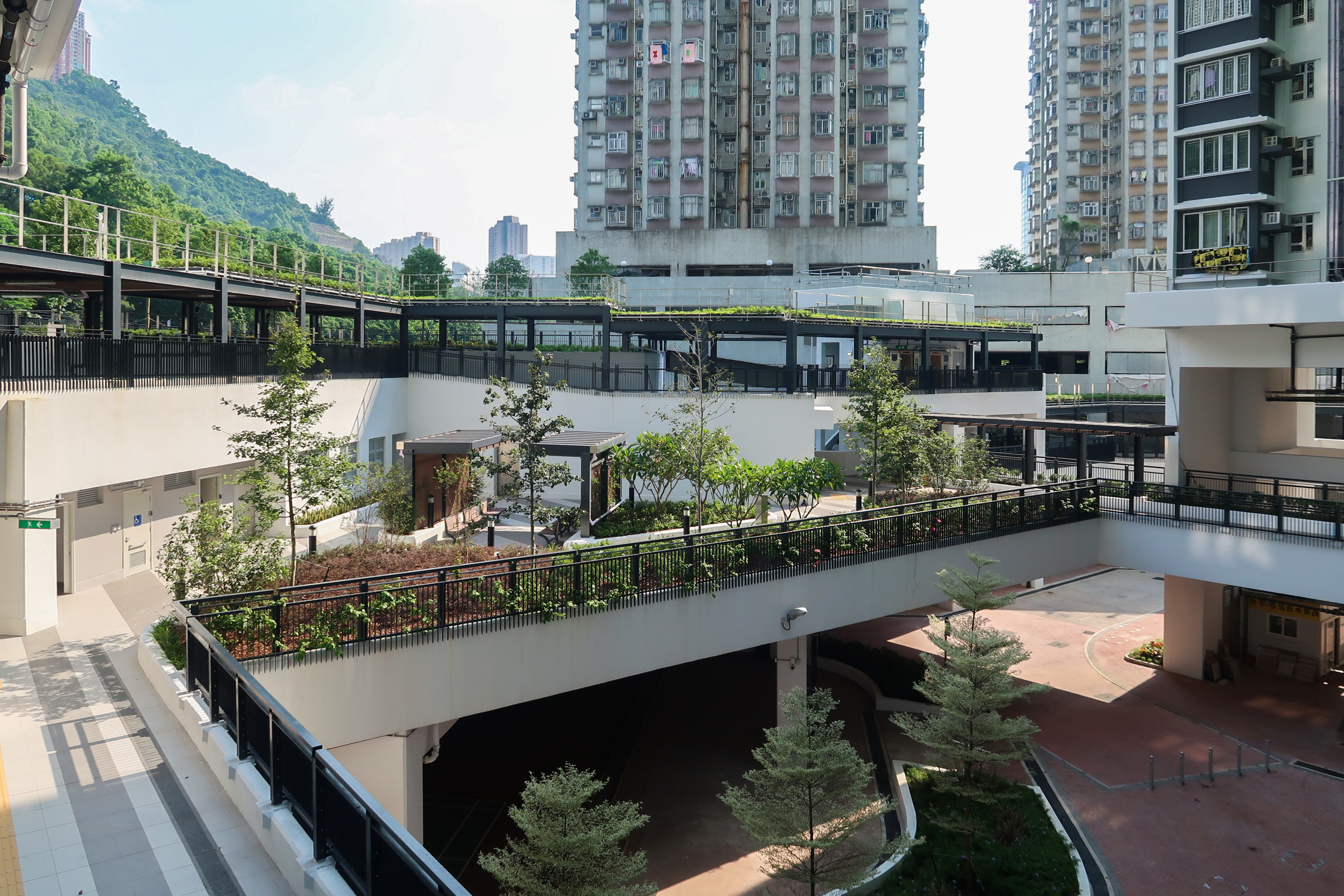
庭園

葵翠邨（英語：Kwai Tsui Estate）是香港房屋委員會轄下公共屋邨，項目編號為KS01，位於香港新界葵青區葵義路11號，鄰近葵涌道、葵涌警署、新葵芳花園、葵芳邨及港鐵葵芳站，是近年少數鐵路沿線的新公屋。
全邨共有2座23及24層的非標準型公屋大廈並座落於三層高平台，提供866個單位供2,400人居住，於2018年4月30日落成入伙；葵翠邨由香港房屋署總建築師（5）負責設計，由協興建築擔任總承建商。

## 歷史
葵翠邨前身為葵涌已婚警員宿舍。 

### 相關事件
- 1987年4月7日宿舍發生了轟動一時的一家四口滅門慘案，李鳳鳴（30歳）誘使情夫黎新來（25歲）入屋手刃丈夫鄭炳和（37歲），企圖製造追債不成而殺人的假象，豈料姦夫食髓知味，為免東窗事發，決定把鄭炳和、李鳳鳴、女兒鄭婉雯（11歲）和兒子鄭梓杰（5歲）亦一併殺害，最終鄭氏全家被滅口。黎新來被裁定3項謀殺及1項誤殺罪名成立判處死刑。1990年6月獲英女皇特赦改判無期徒刑。[7][8]
- 2001年12月21日宿舍發生開槍自殺案，新界南總區重案組一名探員的妻子，因夫妻口角情緒抑鬱，乘丈夫上廁所之際，用鎖匙打開抽屜取出丈夫佩槍，向自己胸口開了一槍，不治身亡。[9]

## 屋邨資料

### 樓宇

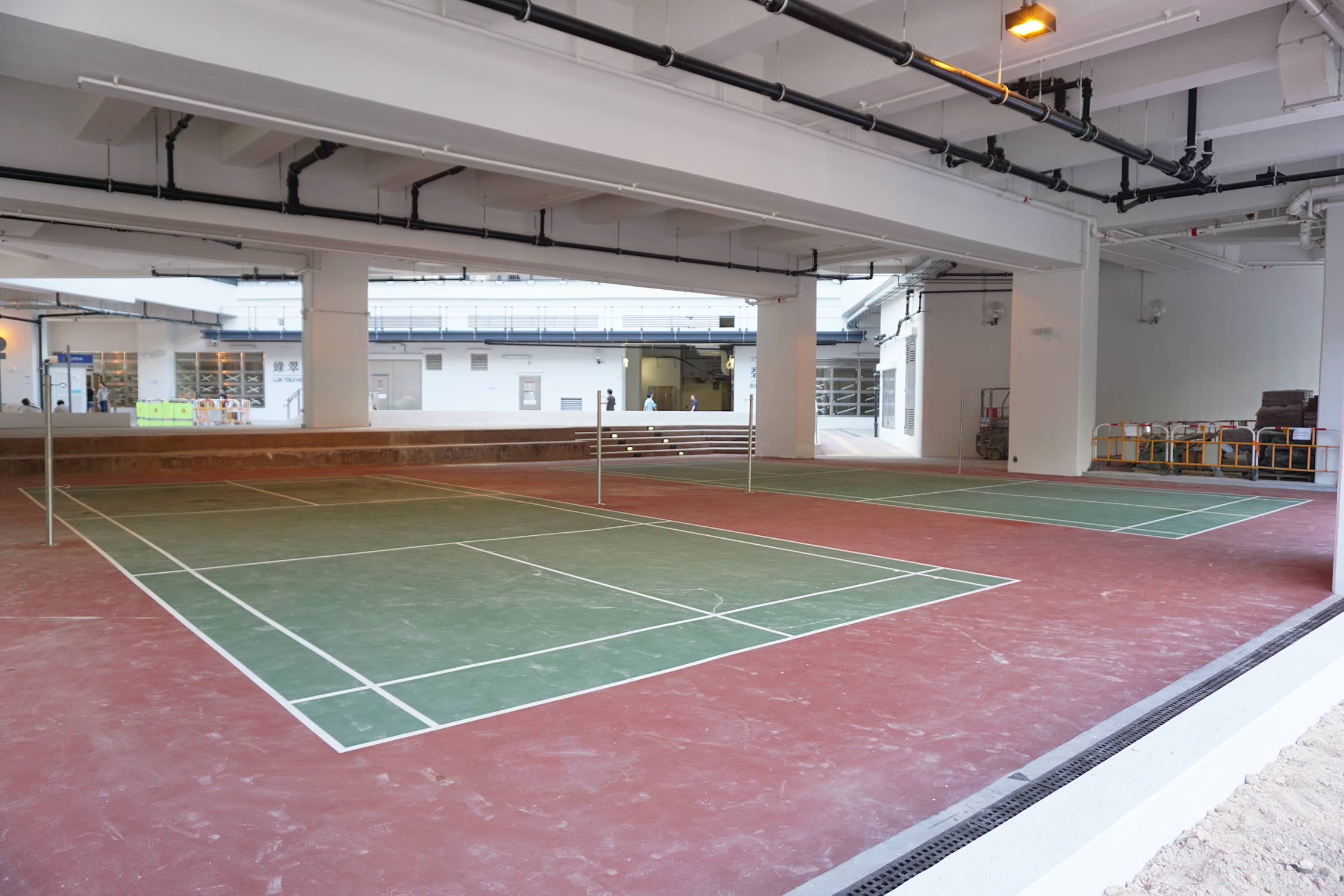
地面室內羽毛球場

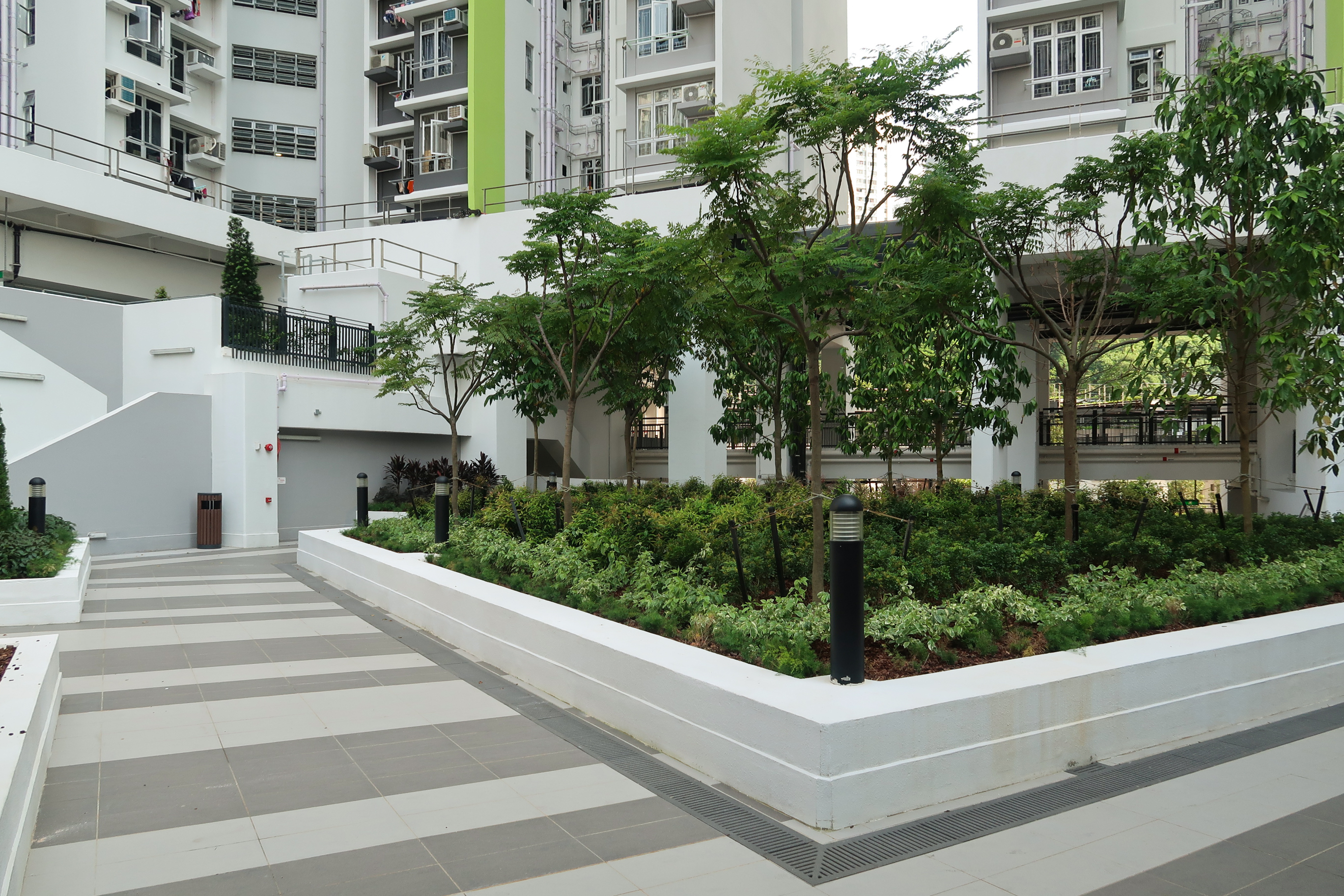
P1層花園

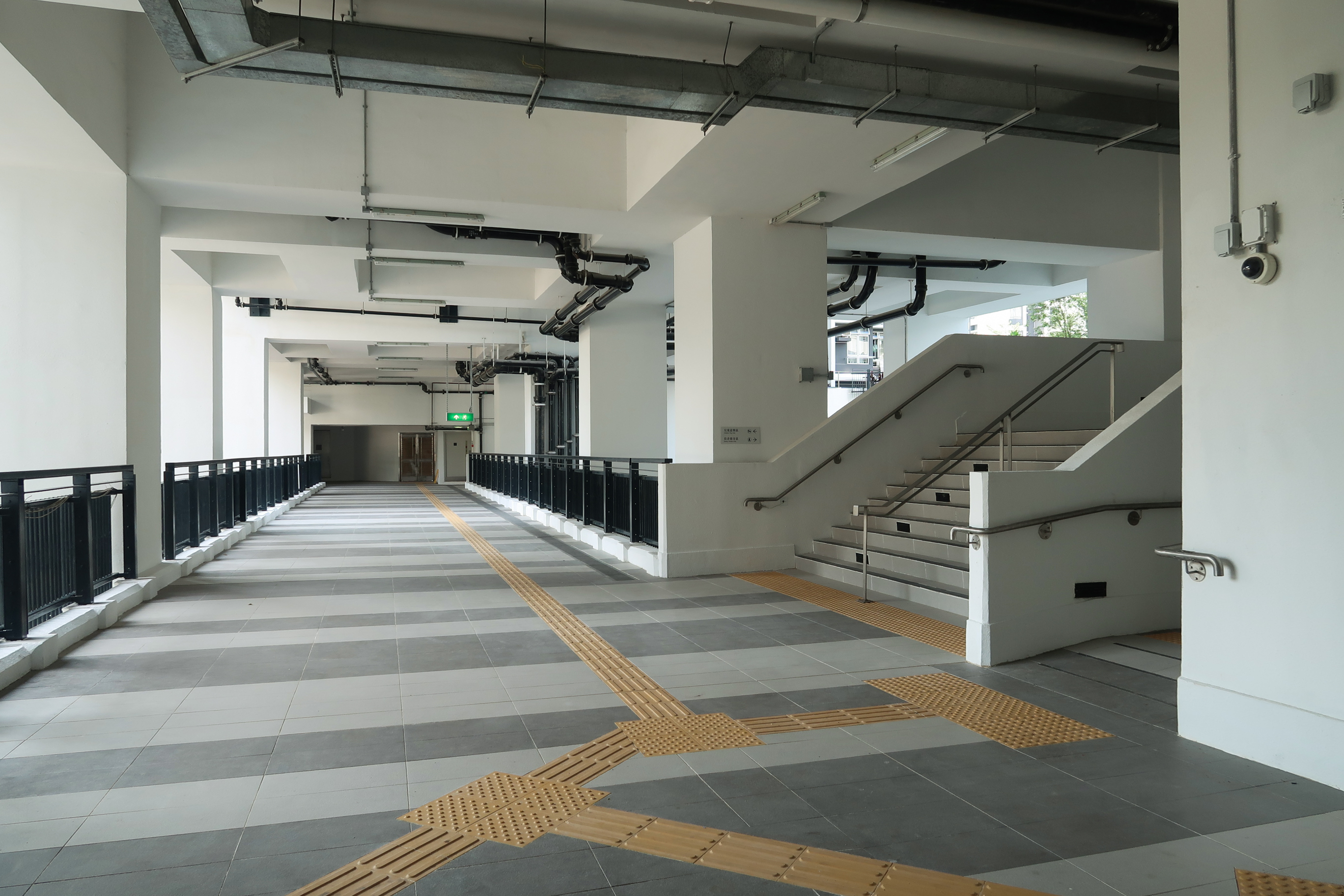
P1層架空步道

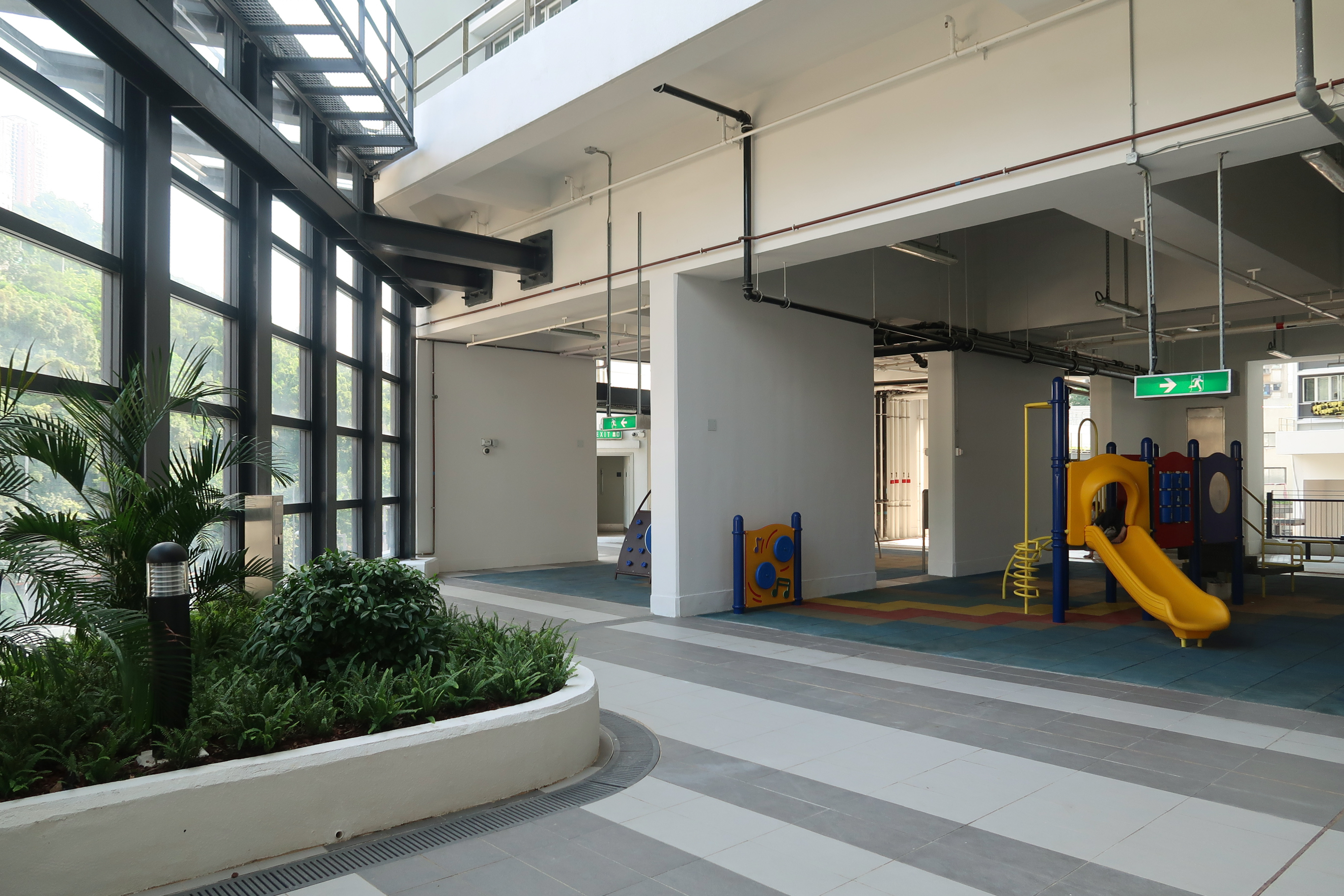
P2層室內遊樂場

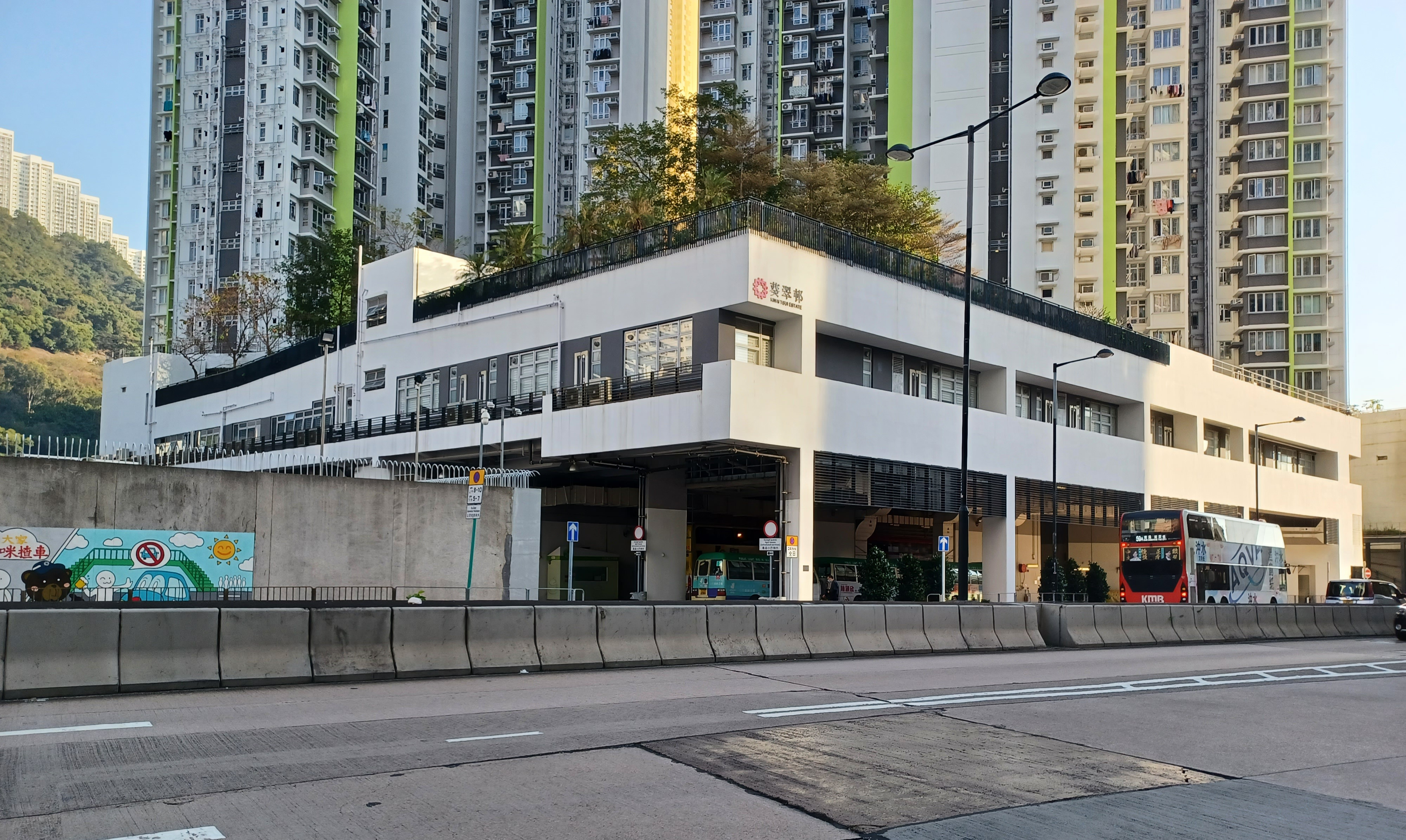
基座

邨內設兩座大廈，單位面積介乎14.05至37.51 m2（151.2至403.8 sq ft）不等，月租由1,060元至2,820元。
| 樓宇名稱（座號） | 樓宇類型                  | 落成年份 | 樓宇層數 （住宅層數） | 每層伙數 | 單位總數（伙） | 建築師              | 承建商   | 提供升降機的廠商  |
| ---------------- | ------------------------- | -------- | --------------------- | -------- | -------------- | ------------------- | -------- | ----------------- |
| 碧翠樓（第1座）  | 非標準設計大廈 （十字型） | 2018年   | 24（2-24樓）          | 19       | 456            | 房屋署總建築師（5） | 協興建築 | 星瑪 Iris NV VVVF |
| 綠翠樓（第2座）  | 非標準設計大廈 （十字型） | 2018年   | 23（2-23樓）          | 18       | 414            | 房屋署總建築師（5） | 協興建築 | 星瑪 Iris NV VVVF |

### 設施
地面設OK便利店、羽毛球場、停車場和專綫小巴總站；P1層為安老院、綜合家庭服務中心和物業服務辦事處。P2層設有蓋通道往室內遊樂場、健身區和兵乓球檯。

## 所屬選區
葵翠邨在立法會地區直選當中，屬於新界西（LC4）選區範圍之內，而地方行政則為葵青區。全邨所有樓宇屬於葵青區議會興芳選區。由民主黨成員唐皓文擔任當區前任區議員。

### 歷屆區議員
| 屆別                   | 議員   | 政治聯繫 | 政治聯繫 |
| ---------------------- | ------ | -------- | -------- |
| 2000年－2003年         | 吳劍昇 |          | 民主黨   |
| 2004年－2007年         | 吳劍昇 |          | 民主黨   |
| 2008年－2011年         | 吳劍昇 |          | 民主黨   |
| 2012年－2015年         | 吳劍昇 |          | 民主黨   |
| 2016年－2019年         | 吳劍昇 |          | 民主黨   |
| 2020年－2021年10月20日 | 唐皓文 |          | 民主黨   |
| 2021年10月21日－2023年 | 待補選 | 待補選   | 待補選   |

## 交通

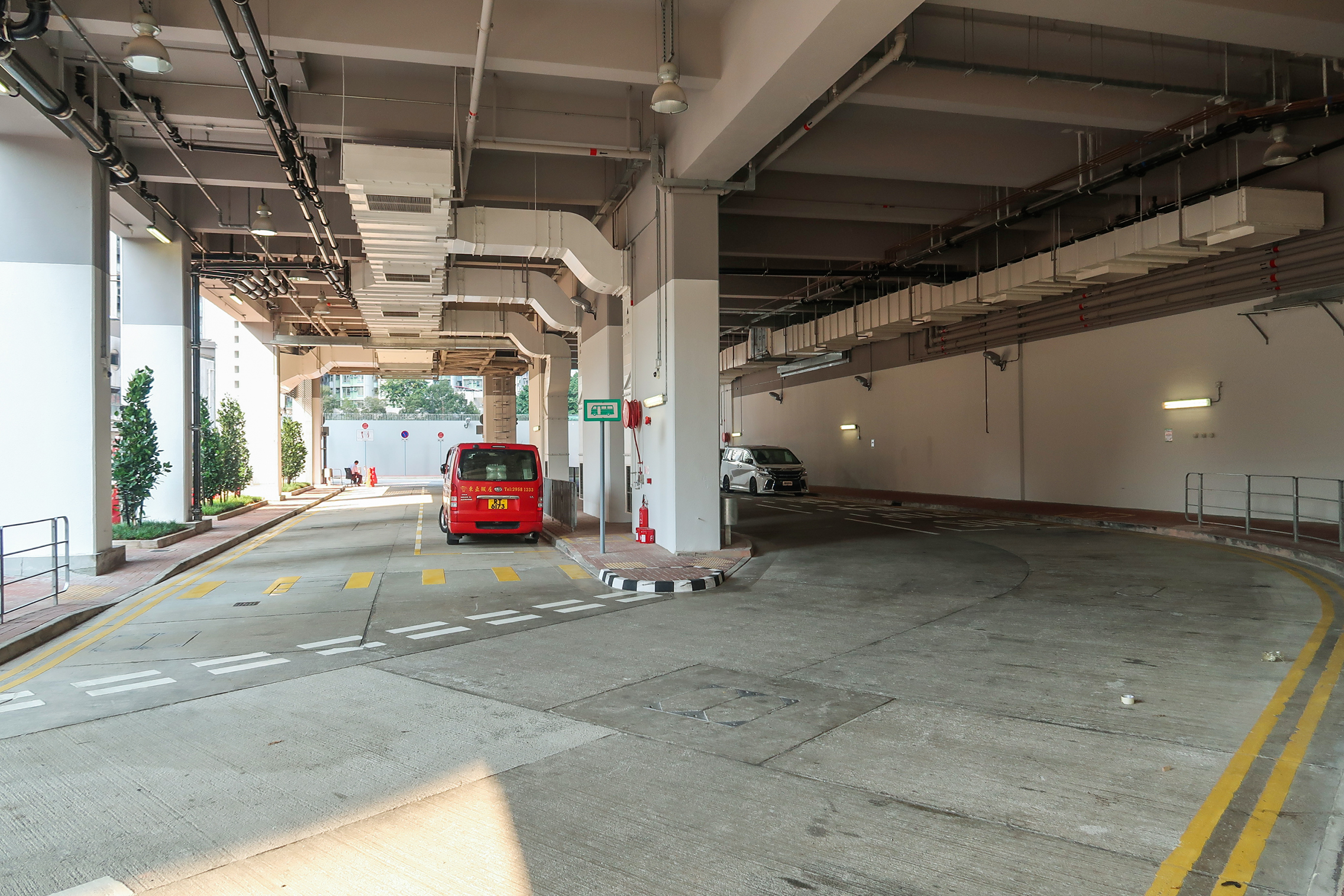
邨內設專綫小巴總站，自2019年2月1日起，九巴59A線的總站改為此處

屋邨本身設有巴士總站，共有兩條巴士路線，均來往屯門區，分別是全日服務的九龍巴士67A線來往屯門北部及只於週一至五日間服務的九龍巴士59A線來往屯門南部。不過本邨距離港鐵葵芳站只有1至2分鐘距離，對面亦有葵芳港鐵站巴士總站。

## 興建期間的圖片庫

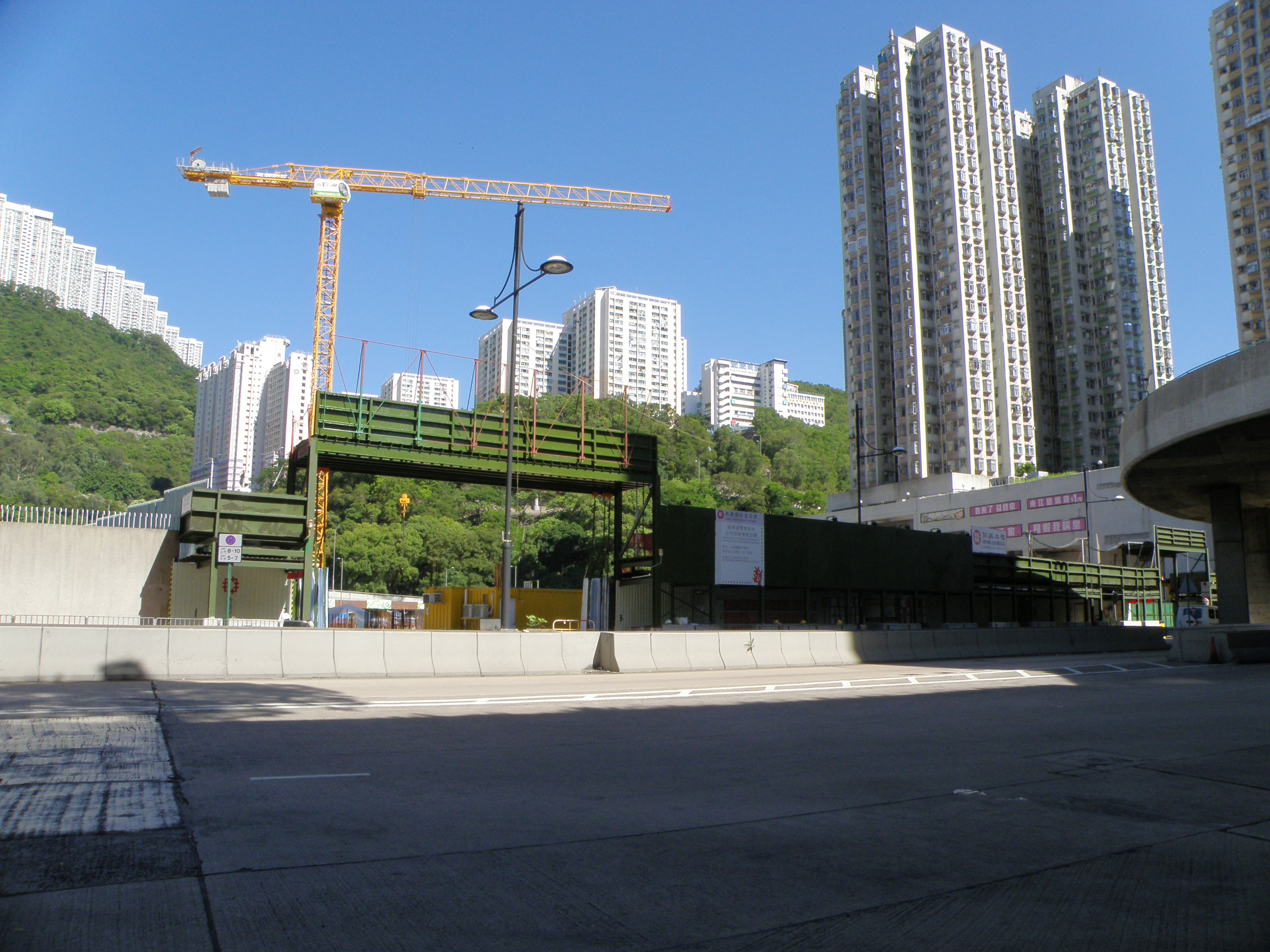
2015年6月
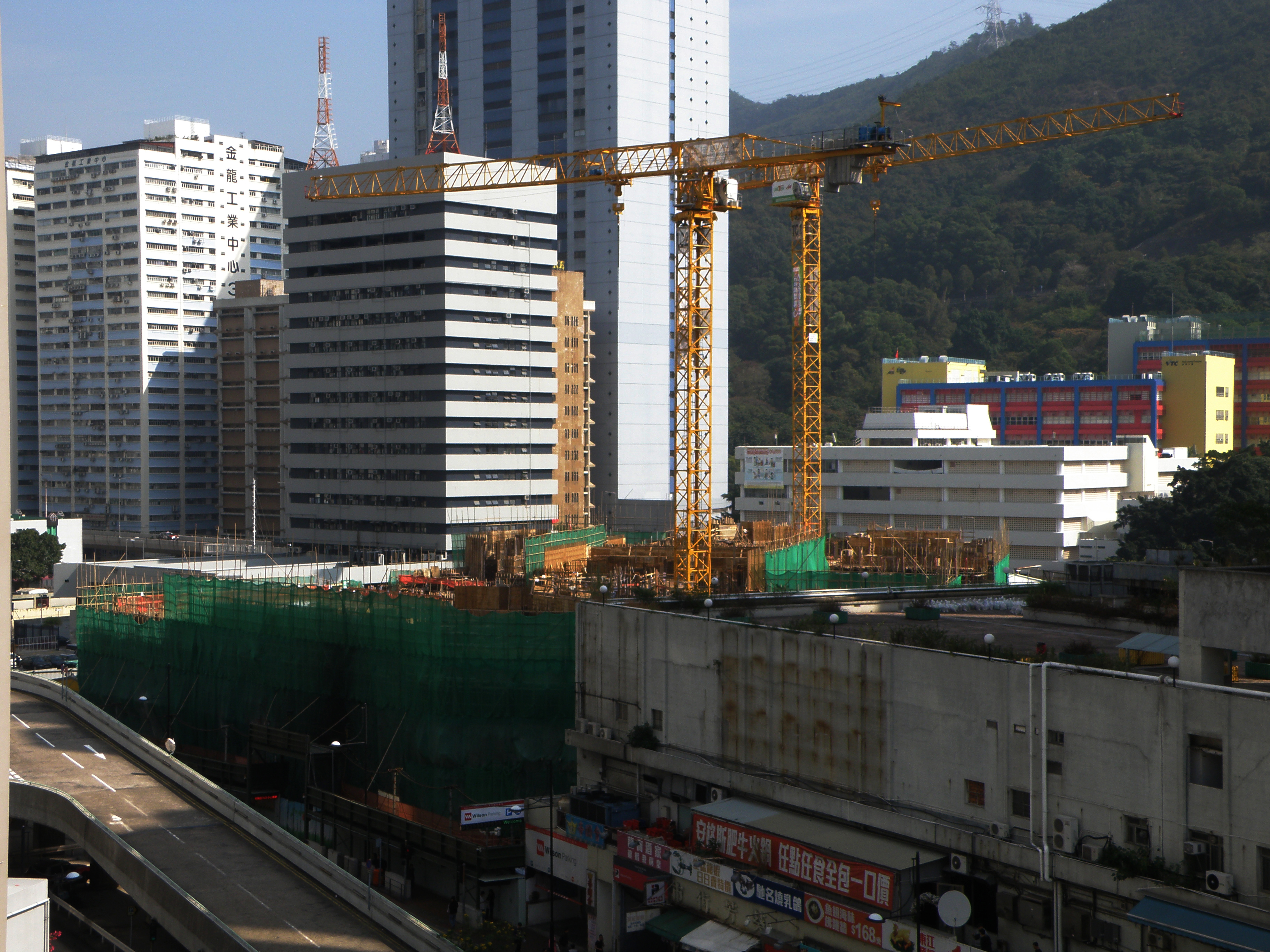
2016年1月
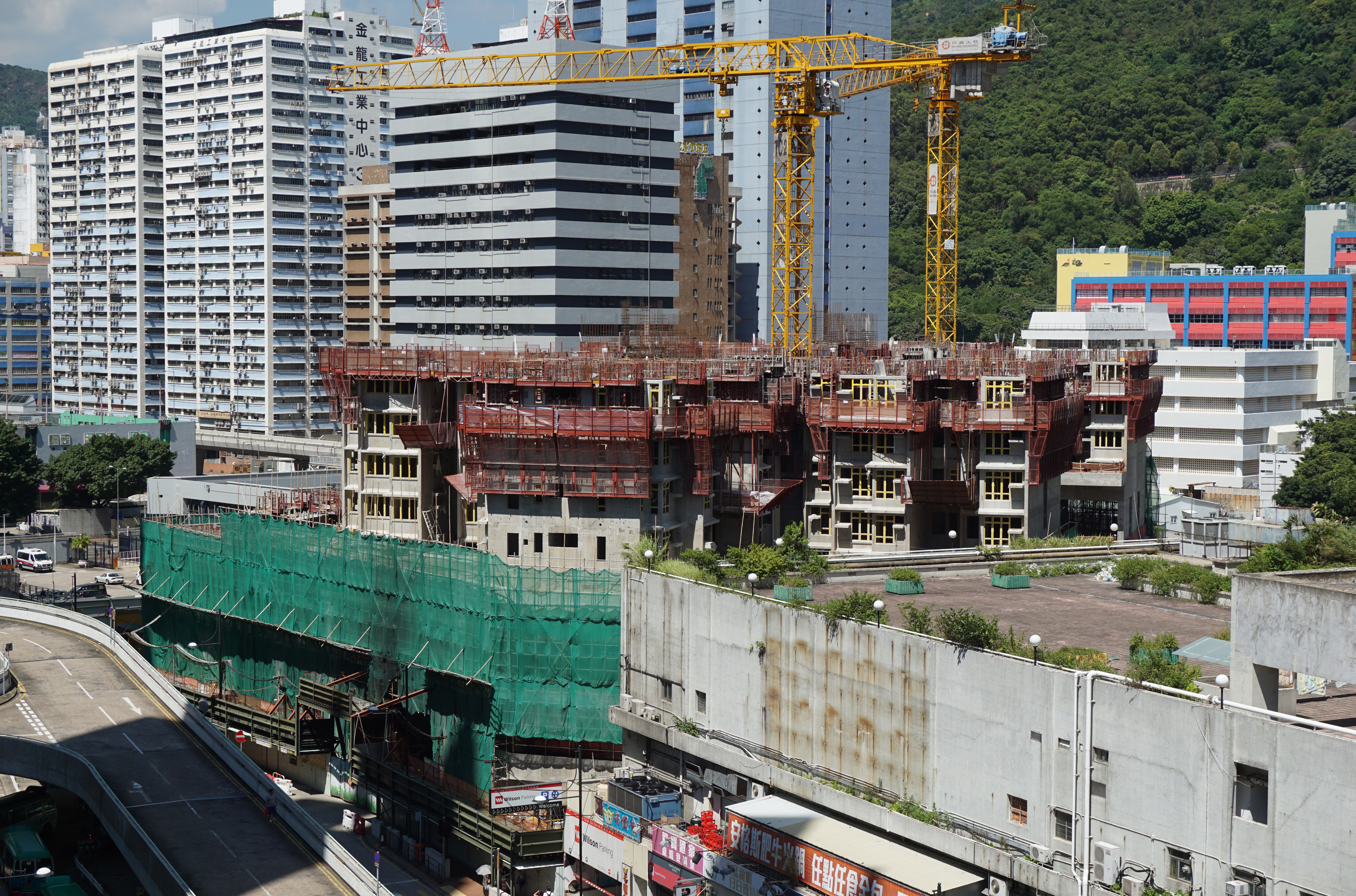
2016年7月
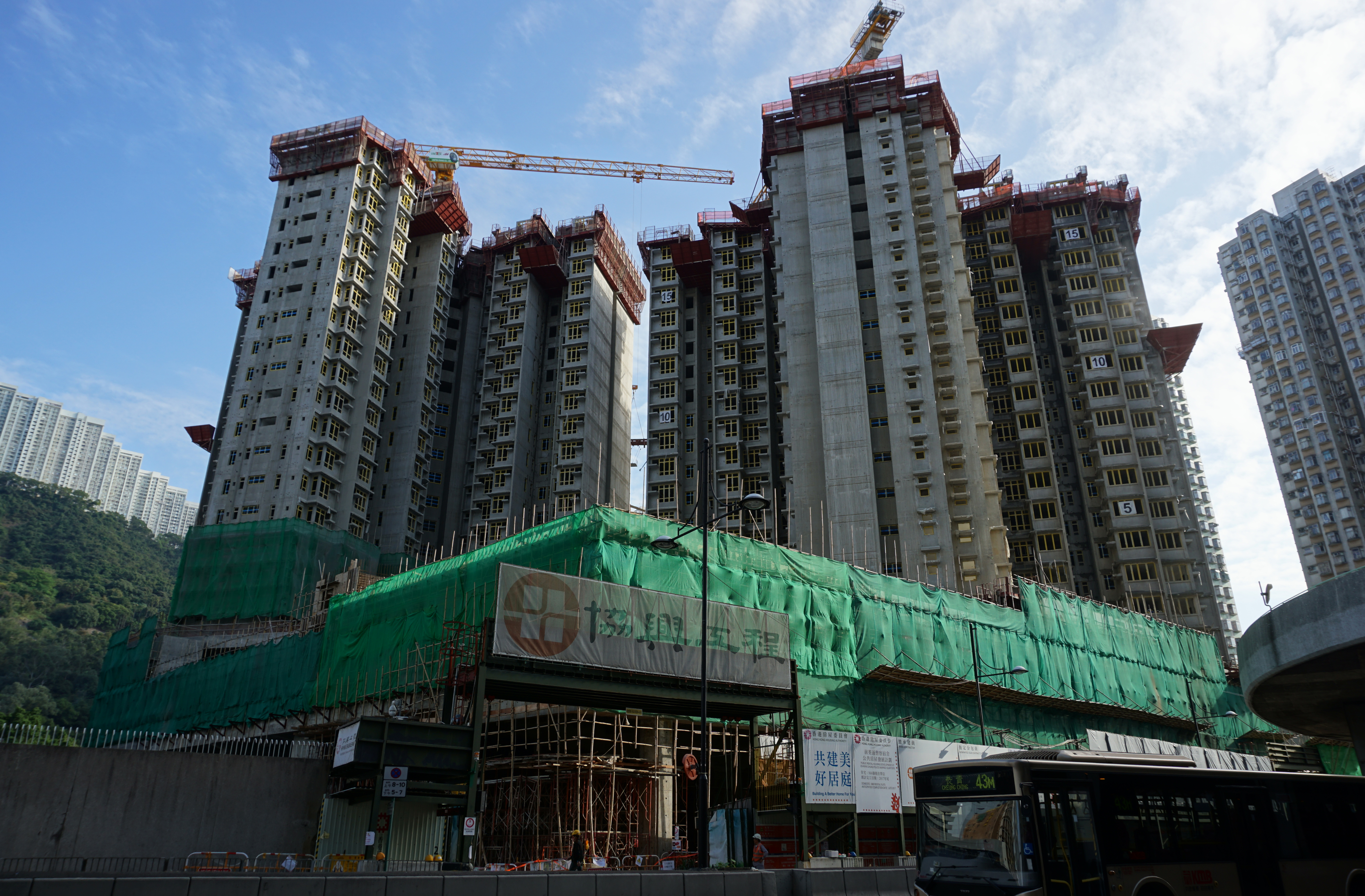
2016年12月
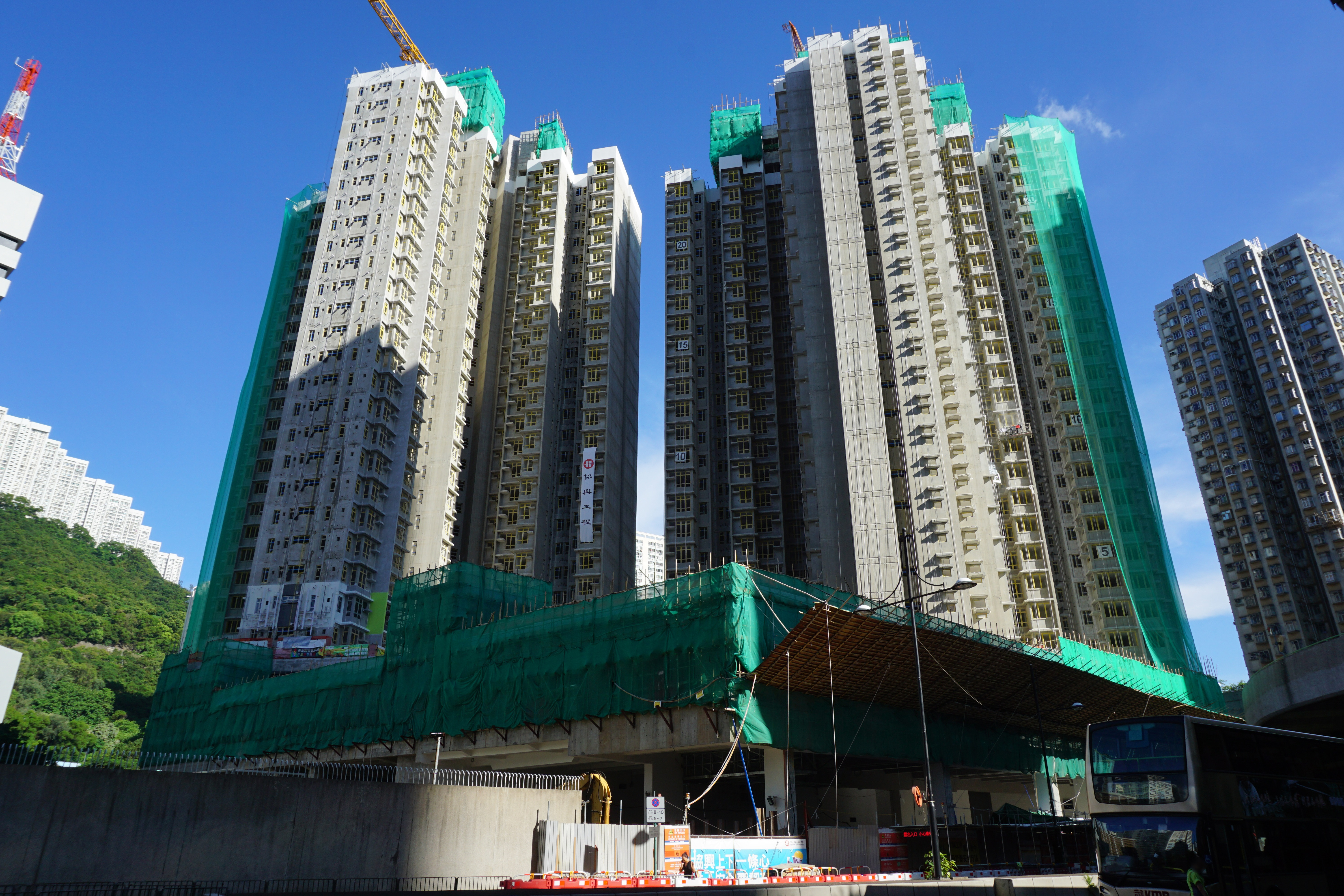
2017年7月
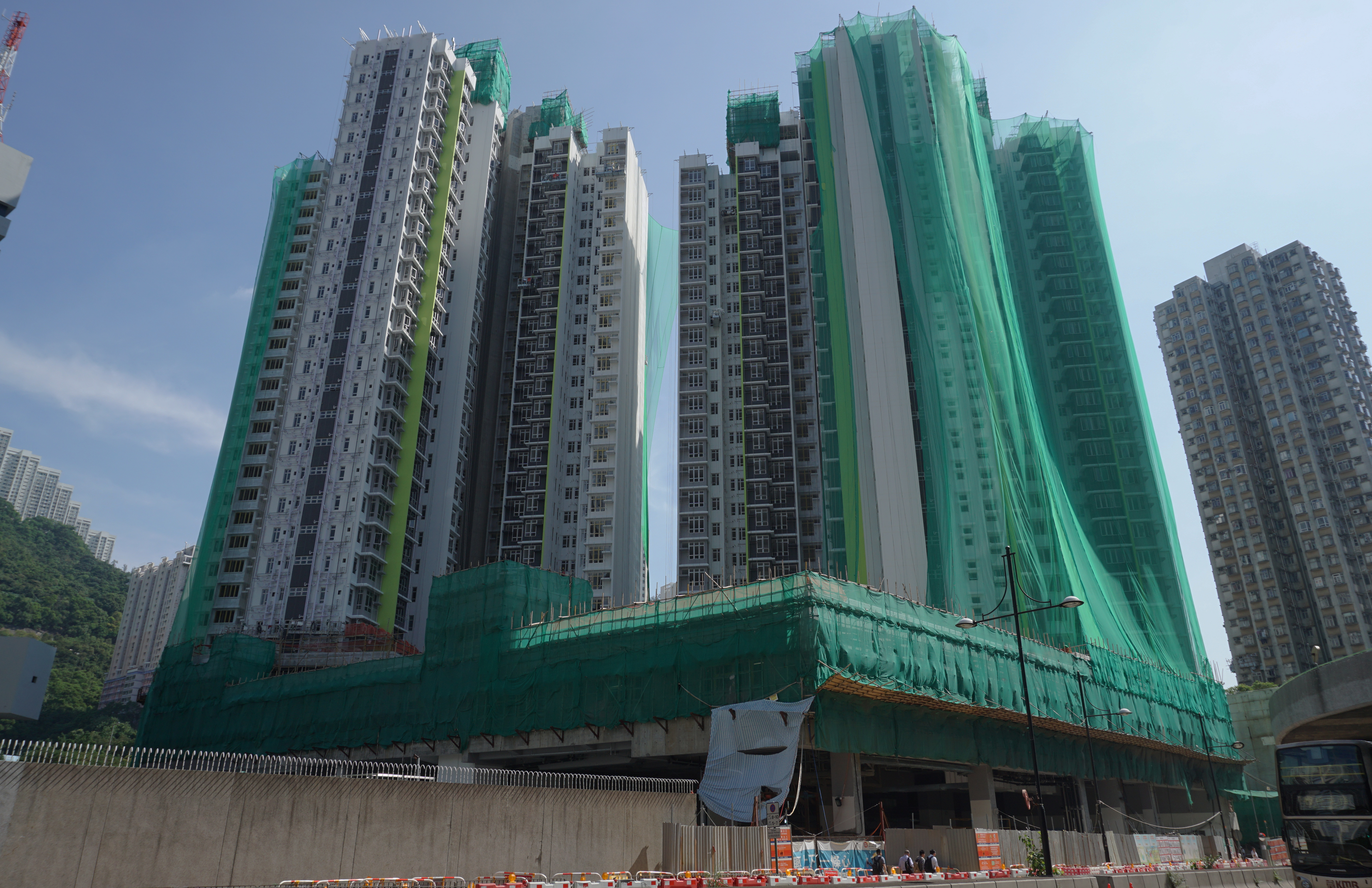
2017年10月
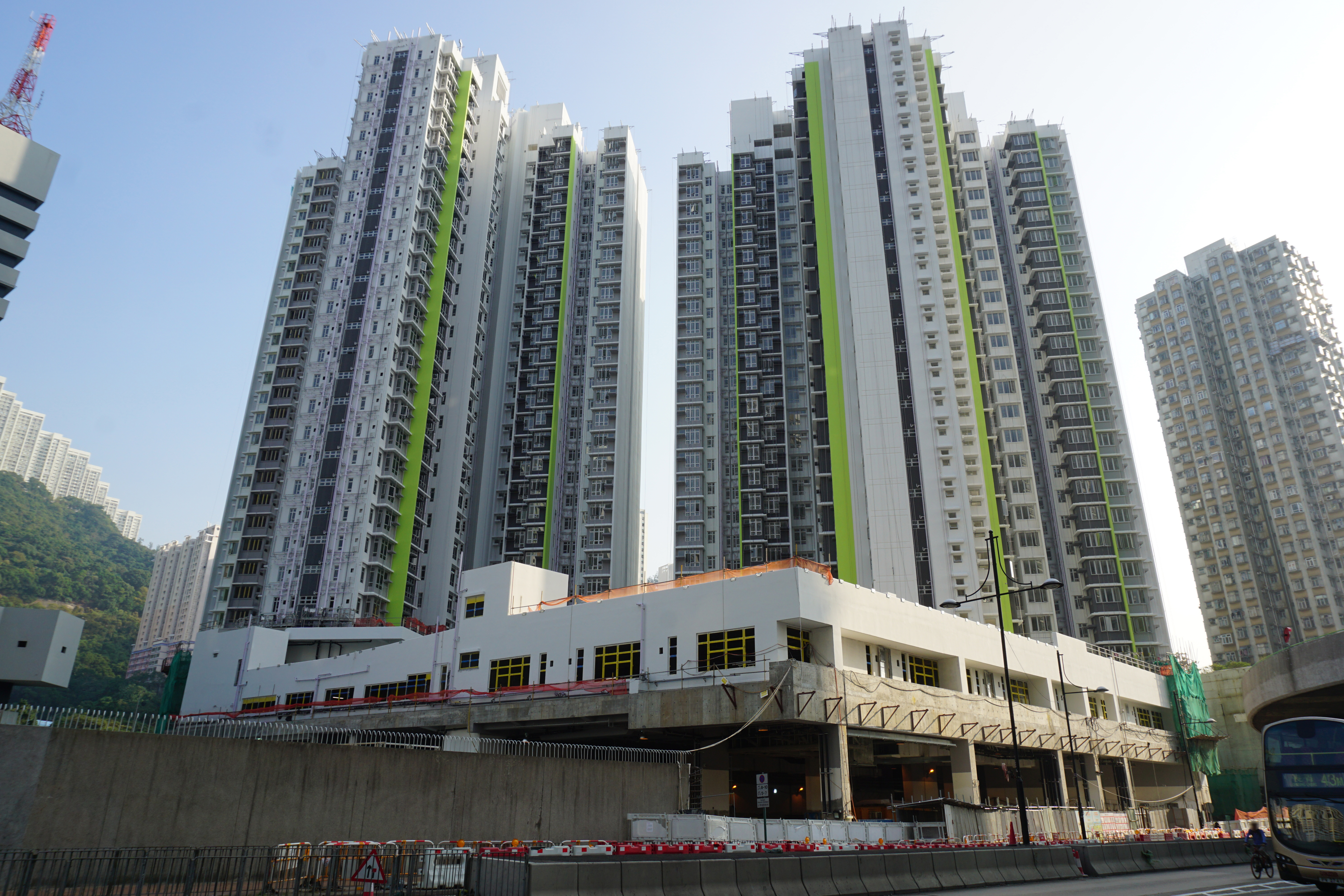
2017年12月
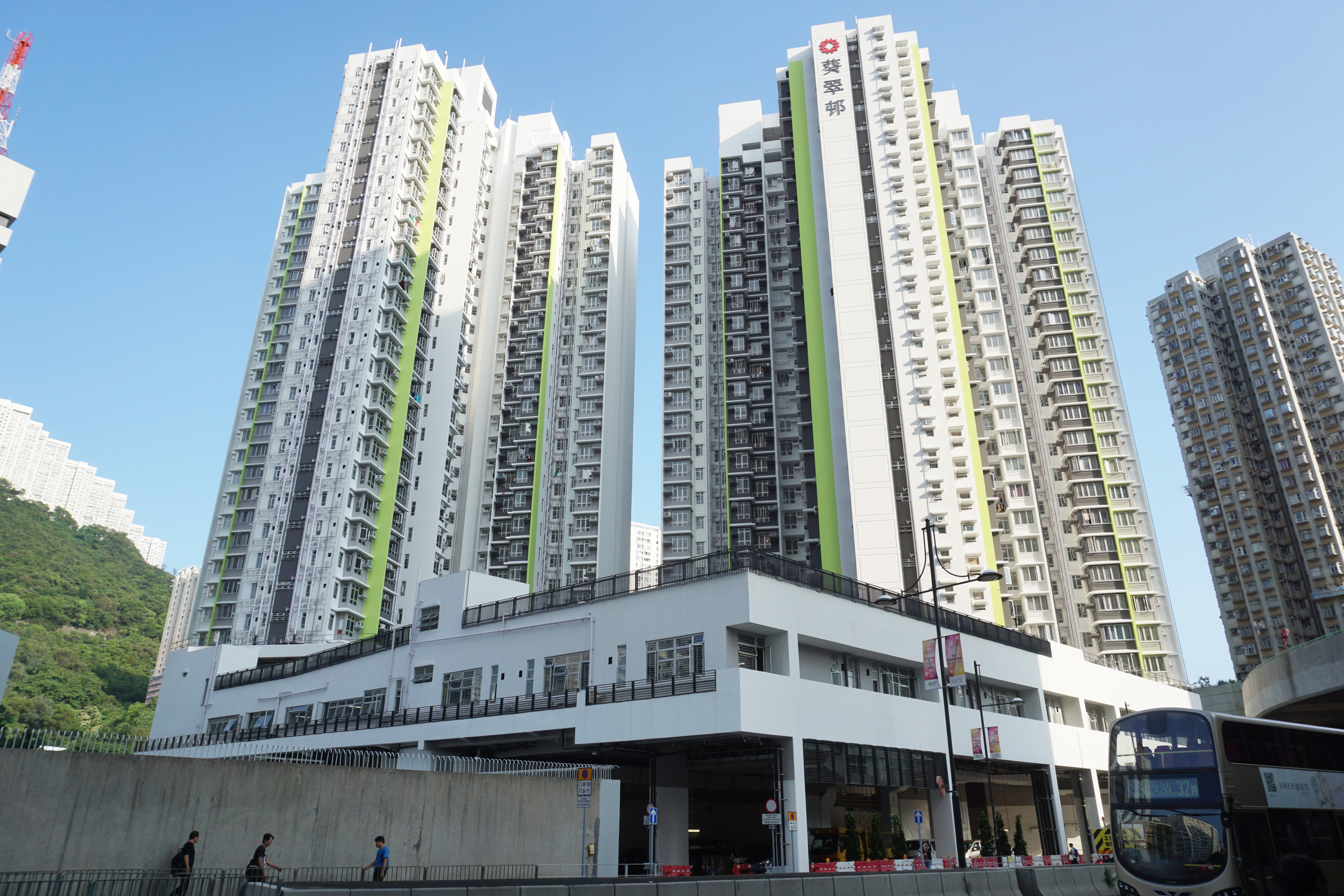
2018年7月，地面的專綫小巴總站仍有工程進行，尚未開放並以水馬圍封
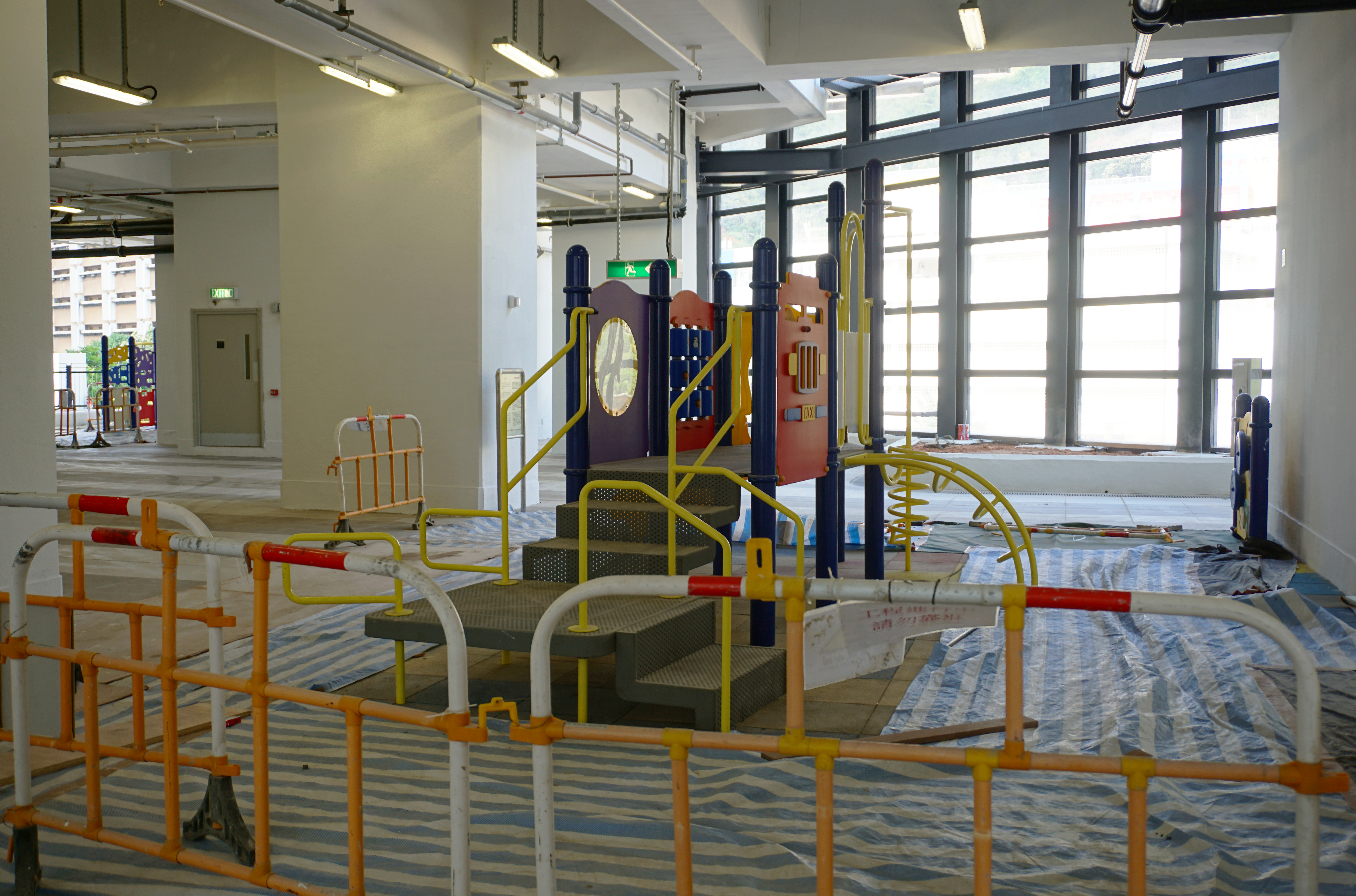
啟用前的兒童遊樂場
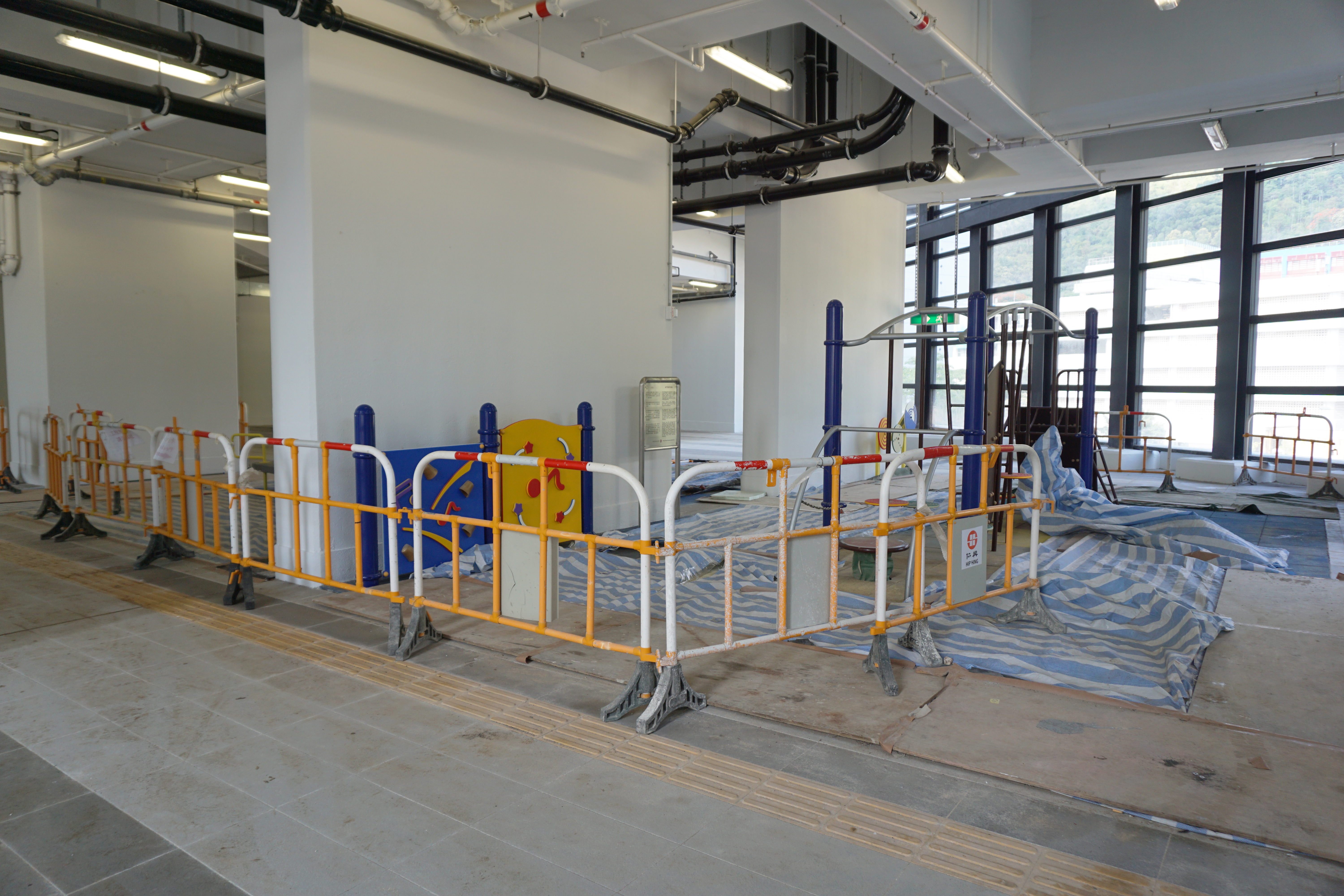
啟用前的兒童遊樂場（2）
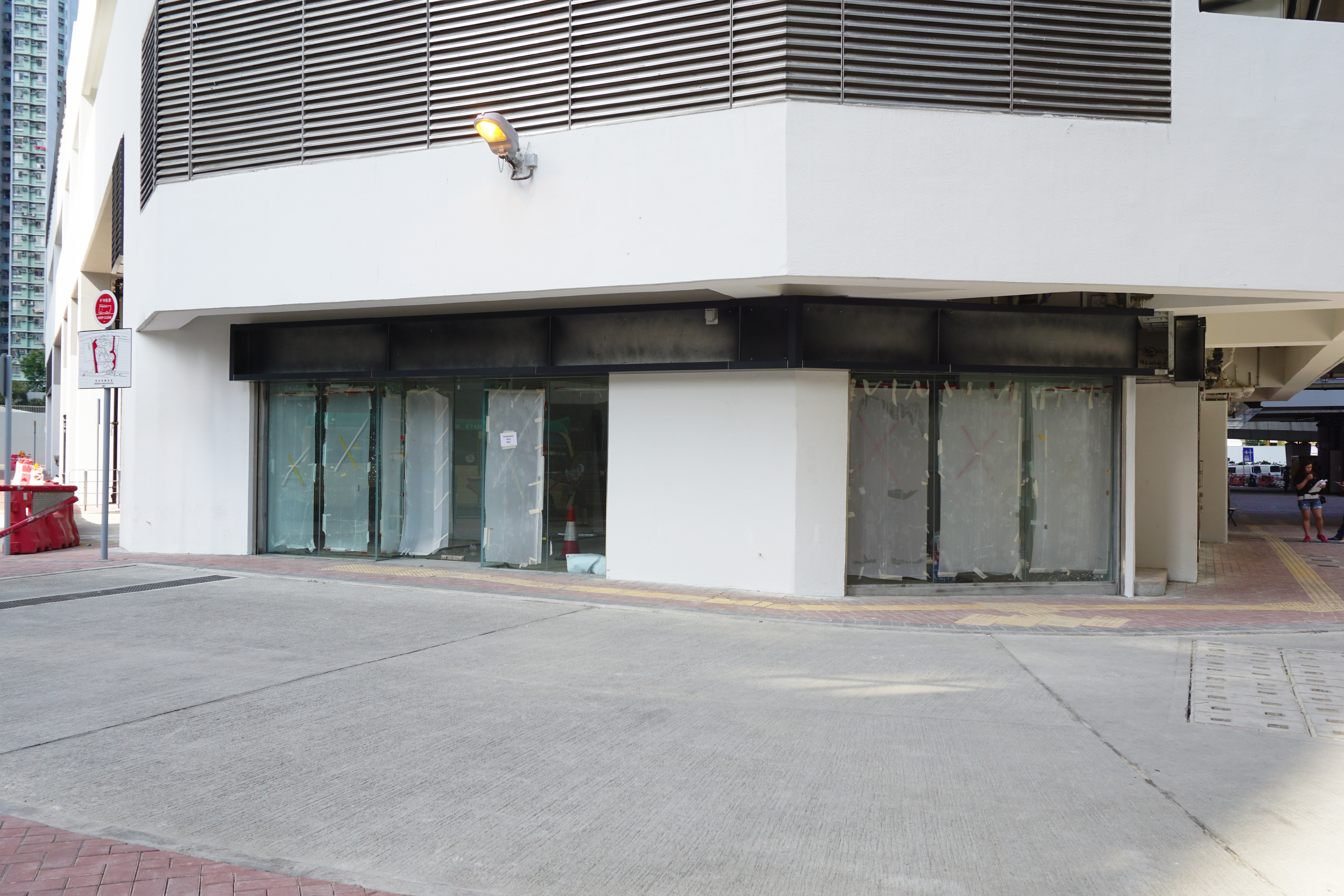
裝修前的商店
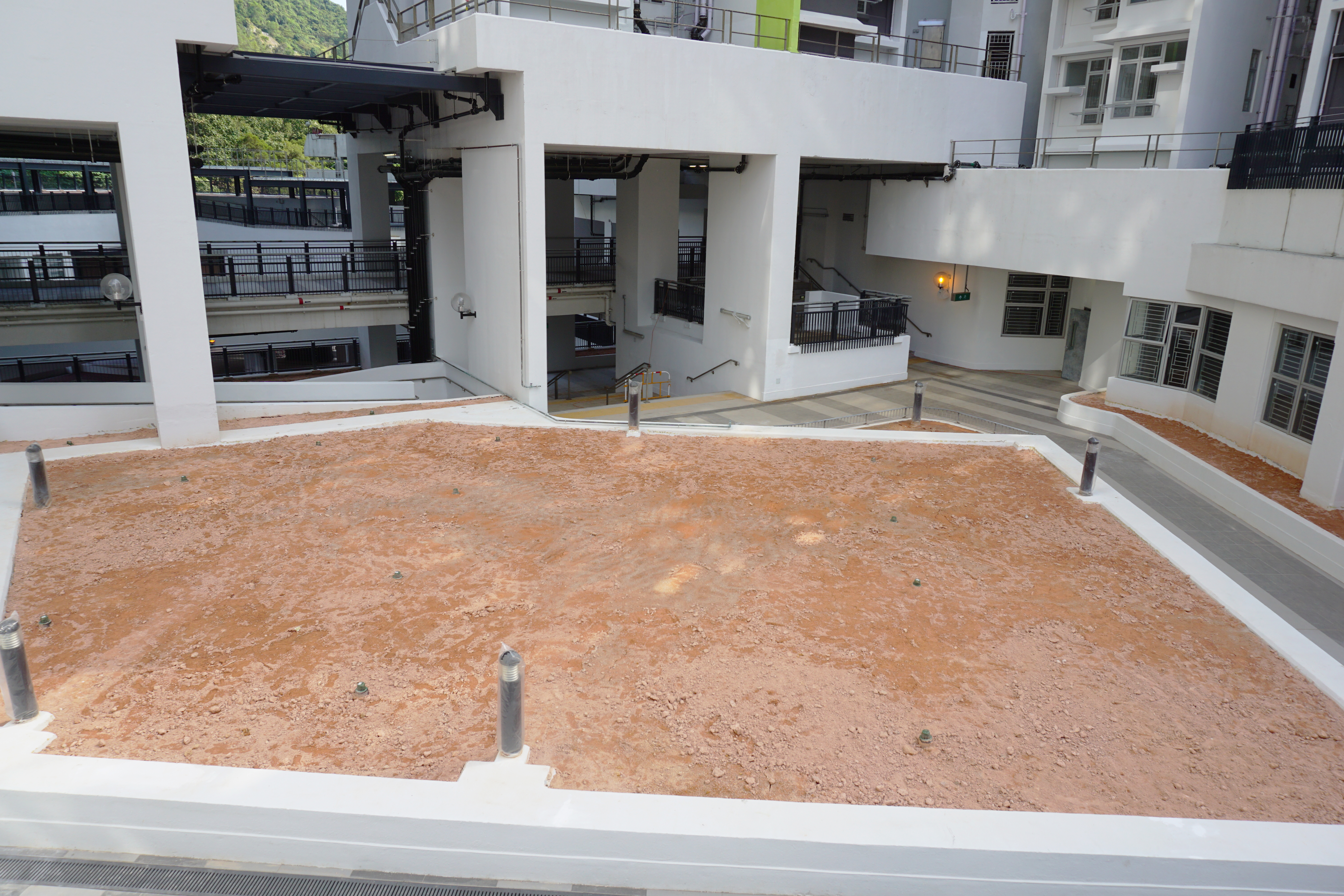
種植前的P1層平台

## 相關事件

### 食水樣本含鉛量超標
2018年7月18日，民主黨發現有3個食水樣本含鉛量超標，最多超標9.4倍。但水務署指樣本全部合乎標準。運輸及房屋局局長陳帆表示，若住戶感擔心，可選擇輪候其他屋邨，目前不會考慮採取臨時措施。立法會議員及邨內居民批評陳帆說法不負責任。